# Сезон ФК «Карпати» (Львів) 2015—2016
Сезон «Карпат» (Львів) 2015—2016 — 25-й сезон футбольного клубу «Карпати» (Львів) у футбольних змаганнях України. У чемпіонаті команда посіла 7-ме місце. У Кубку України клуб завершив виступи відразу в 1/16 фіналу. Молодіжна команда «Карпат» посіла 7-ме місце у першості України серед молодіжних складів.

## Чемпіонат
| Місце | Клуб                       | «Карпати» — клуб | «Карпати» — клуб | І  | В  | Н  | П  | М     | О  |
| Місце | Клуб                       | удома            | у гостях         | І  | В  | Н  | П  | М     | О  |
| --- | -------------------------- | ---------------- | ---------------- | -- | -- | -- | -- | ----- | -- |
| | «Динамо» (Київ)            | 1:2 (14 656)     | 0:3 (17 476)     | 26 | 23 | 1  | 2  | 54-11 | 70 |
| | «Шахтар» (Донецьк)         | 1:2 (4 250)      | 0:3 (2 837)      | 26 | 20 | 3  | 3  | 76-25 | 63 |
| | «Дніпро» (Дніпропетровськ) | 0:1 (8 451)      | 0:2 (12 169)     | 26 | 16 | 5  | 5  | 50-22 | 53 |
| 4 | «Зоря» (Луганськ)          | 1:1 (7 328)      | 1:4 (900)        | 26 | 14 | 6  | 6  | 51-26 | 48 |
| 5 | «Ворскла» (Полтава)        | 1:3 (1 000)      | 0:3 (2 500)      | 26 | 11 | 9  | 6  | 32-26 | 42 |
| 6 | ФК «Олександрія»           | 2:2 (3 556)      | 1:4 (3 488)      | 26 | 10 | 8  | 8  | 30-29 | 38 |
| 7 | «Карпати» (Львів)          |                  |                  | 26 | 8  | 6  | 12 | 26-37 | 30 |
| 8 | «Сталь» (Дніпродзержинськ) | 1:0 (4 226)      | 1:1 (900)        | 26 | 7  | 8  | 11 | 22-31 | 29 |
| 9 | «Олімпік» (Донецьк)        | 4:1 (1 870)      | 1:0 (800)        | 26 | 6  | 7  | 13 | 23-35 | 25 |
| 10 | «Металіст» (Харків)        | 1:1 (3 820)      | 0:2 (5 160)      | 26 | 5  | 9  | 12 | 19-46 | 24 |
| 11 | «Чорноморець» (Одеса)      | 4:0 (6 200)      | 0:0 (7 022)      | 26 | 4  | 10 | 12 | 22-39 | 22 |
| 12 | «Волинь» (Луцьк)           | 0:2 (4 848)      | 0:0 (6 000)      | 26 | 10 | 8  | 8  | 36-36 | 20 |
| 13 | «Говерла» (Ужгород)        | 3:0 (2 128)      | 2:0 (2 706)      | 26 | 3  | 7  | 16 | 13-48 | 7  |
| 14 | «Металург» (Запоріжжя)     | 1:0 (2 362)      | +:−              | 26 | 0  | 3  | 23 | 7-50  | 3  |
| «Волинь» позбавлена 18 очок згідно з рішеннями ДК ФІФА від 3 лютого, 9 жовтня та 15 грудня 2015 року. «Говерла» позбавлена 9 очок згідно з рішеннями КДК ФФУ від 12 лютого та 3 березня 2016 року. |                            |                  |                  |    |    |    |    |       |    |

### Тур за туром
| 1  | 2 | 3 | 4 | 5 | 6 | 7 | 8 | 9 | 10 | 11 | 13 | 14 | 15 | 16 | 12 | 17 | 18 | 19 | 20 | 21 | 22 | 23 | 24 | 25 | 26 |
| -- | - | - | - | - | - | - | - | - | -- | -- | -- | -- | -- | -- | -- | -- | -- | -- | -- | -- | -- | -- | -- | -- | -- |
| 12 | 6 | 3 | 3 | 4 | 6 | 7 | 7 | 8 | 7  | 7  | 7  | 7  | 7  | 7  | 8  | 7  | 7  | 7  | 7  | 7  | 8  | 7  | 7  | 8  | 7  |

### Статистика гравців
У чемпіонаті за клуб виступали 24 гравці:
| №            | Футболіст                     | Дата народження  | Країна    | Ігри     | Голи     |
| Воротарі     | Воротарі                      | Воротарі         | Воротарі  | Воротарі | Воротарі |
| ------------ | ----------------------------- | ---------------- | --------- | -------- | -------- |
| 23           | Мисак Роман Михайлович        | 9 вересня 1991   | Україна   | 22       | 33п      |
| 1            | Підківка Роман Юрійович       | 9 травня 1995    | Україна   | 3        | 4п       |
| Захисники    |                               |                  |           |          |          |
| 5            | Гітченко Андрій Ігорович      | 2 жовтня 1984    | Україна   | 20       | 0        |
| 8            | Костевич Володимир Євгенович  | 23 жовтня 1992   | Україна   | 24       | 1        |
| 3            | Кравець Василь Русланович     | 20 серпня 1997   | Україна   | 15       | 0        |
| 79           | Маркович Андрій Михайлович    | 25 червня 1995   | Україна   | 2        | 0        |
| 94           | Мірошніченко Денис Андрійович | 11 жовтня 1994   | Україна   | 23       | 1        |
| 21           | Неплях Євген Сергійович       | 11 травня 1992   | Україна   | 1        | 0        |
| 26           | Новотрясов Артур Миколайович  | 19 липня 1992    | Україна   | 13       | 0        |
| 32           | Пластун Ігор Володимирович    | 20 серпня 1990   | Україна   | 25       | 1        |
| 27           | Страшкевич Вадим Вячеславович | 21 квітня 1994   | Україна   | 11       | 2        |
| 11           | Чачуа Амбросій Анзорович      | 2 квітня 1994    | Україна   | 16       | 2        |
| Півзахисники |                               |                  |           |          |          |
| 17           | Голодюк Олег Юрійович         | 2 січня 1988     | Україна   | 23       | 2        |
| 77           | Даушвілі Муртаз               | 1 травня 1989    | Грузія    | 18       | 1        |
| 10           | Карноза Артур Олександрович   | 2 серпня 1990    | Україна   | 20       | 4        |
| 18           | Кльоц Дмитро Віталійович      | 15 квітня 1996   | Україна   | 18       | 1        |
| 9            | Кожанов Денис Станіславович   | 13 червня 1987   | Україна   | 17       | 2        |
| 19           | Ксьонз Павло Сергійович       | 2 січня 1987     | Україна   | 18       | 0        |
| 16           | Худоб'як Ігор Ярославович     | 20 лютого 1985   | Україна   | 23       | 2        |
| Нападники    |                               |                  |           |          |          |
| 29           | Бланко Лещук Густаво Есек'єль | 5 листопада 1991 | Аргентина | 9        | 2        |
| 98           | Габріель Окечукву             | 28 серпня 1995   | Нігерія   | 4        | 1        |
| 97           | Гуцуляк Олексій Олександрович | 25 грудня 1997   | Україна   | 15       | 2        |
| 92           | Кадимян Гегам Гагикович       | 19 жовтня 1992   | Україна   | 8        | 0        |
| 35           | Швед Мар'ян Васильович        | 16 липня 1997    | Україна   | 2        | 0        |

## Кубок України
| Етап | Дата           | Господар             | Рахунок       | Гість             |
| ---- | -------------- | -------------------- | ------------- | ----------------- |
| 1/16 | 22 серпня 2015 | «Зірка» (Кіровоград) | 1:1, пен. 5:4 | «Карпати» (Львів) |